# Ehrdelikt
Als Ehrdelikt, auch Ehrverletzungsdelikt, bezeichnet man in Kriminologie und Strafrechtsvergleichung Handlungen, die sich gegen die Ehre eines anderen wenden.

## Rechtsfamilien
Sieht man vom römischen Recht ab, dem die Ehre als Schutzgut im eigentlichen Sinne fremd war, lassen sich die verschiedenen rechtsdogmatischen Konstruktionen zum Schutz der Ehre in drei große Gruppen einteilen:
1. Die Ehrdelikte werden danach unterschieden, ob sie durch eine Tatsachenbehauptung oder ein Werturteil gekennzeichnet sind, so im deutschen und französischen Strafrecht.
2. Man stuft die Delikte danach ab, ob sie in Gegenwart oder in Abwesenheit des Verletzten begangen werden wie in Italien.
3. Das common law unterscheidet schließlich danach, ob die Ehrverletzung schriftlich oder mündlich begangen werden.[1]

### Römisches Recht
Das römische Recht kannte im eigentlichen Sinne keinen Schutz der Ehre; die Ehre als strafrechtliches Schutzgut existierte nicht, sondern ging im weiten Tatbestand der Persönlichkeitsverletzung, der iniuria auf. Die iniuria war dabei als Verbalinjurie, die etwa den Ehrdelikten entspricht, oder als Realinjurie, das heißt als Körperverletzungsdelikt, denkbar.

### Deutschland, Schweiz und Frankreich
Das deutsche und französische Recht legen den Fokus ihrer Betrachtung darauf, ob der ehrverletzenden Aussage eine Tatsachenbehauptung oder ein Werturteil zugrunde liegt. Das ehrverletzende Werturteil ist als injure (Art. 29 Gesetz über die Pressefreiheit vom 29. Juli 1881) bzw. Beleidigung (§ 185 StGB) pönalisiert, die Tatsachenbehauptung als diffamation (Art. 29 Gesetz über die Pressefreiheit vom 29. Juli 1881) bzw. üble Nachrede (§ 186 StGB); die Verleumdung (§ 187 StGB) bildet in dieser Konzeption einen Sonderfall der üblen Nachrede.

### Italien
Der Konzeption des italienischen Rechts liegt die Vorstellung zugrunde, dass dem Verletzten die Verteidigung seiner Ehre leichter fällt, wenn sie in seiner Gegenwart verletzt wird. Entsprechend differenziert es zwischen ingiuria (Art. 594 Codice penale) in Anwesenheit des Verletzten und diffamazione (Art. 595 Codice penale) in Abwesenheit des Verletzten.

### Common law
In den Ländern des common law (u. a. England, Irland, USA, Australien) ist die strafrechtliche Verfolgung von Ehrverletzungen im Vergleich zu Ländern des civil law deutlich schwächer ausgeprägt. Oftmals wird der Verletzte auf den zivilrechtlichen Schadensersatzanspruch verwiesen. Schutzgut der zivilrechtlichen Normen ist in England (anders als in vielen Bundesstaaten der USA) indessen nicht die Ehre des Verletzten, sondern die Erhaltung des öffentlichen Friedens und der Vermögensschutz des Verletzten.
Wird die Ehrverletzung in Form des slander, das heißt mündlich oder durch Gebärden, begangen, scheidet eine Strafbarkeit aus. Der slander ist lediglich ein tort, der bei Nachweis eines erlittenen Vermögensschadens, dem sog. special damage, zu Schadensersatz führt. Für die Begehungsweise des libel muss die Verletzung durch Schrift oder durch sonst dauerhafte Form begangen werden. Zivilrechtlich führt libel auch ohne Nachweis eines Vermögensschadens zum Erfolg der Klage. Libel ist ferner stets strafrechtlich relevant; man unterscheidet private libel vom public libel, der auch öffentliche Interessen berührt.

## Rechtsgeschichte
In alten Rechtskodizes, z. B. im Stadtrecht von Laufenburg von 1526, oder in der „Landesordnung des Erzherzogthums Österreich unter der Enns“ von 1573, werden „schmehung und eerverletzung“ bzw. „iniuria und ehrverletzung“ unter Strafe gestellt: „so soll derselb ehrverletzer […] zwyfache straf […] zelyden schuldig syn“.

## Rechtspolitische Einordnung

Rechtsstatus der Beleidigung

### OSZE
Seit der Jahrtausendwende bemüht sich der OSZE-Beauftragte für die Freiheit der Medien intensiviert um die Einschränkung übermäßig repressiver Gesetze gegen Ehrverletzungen.
Am 24. Mai 2002 stellt die Kommission für Sicherheit und Zusammenarbeit in Europa (U.S. Helsinki Commission) in ihrem Memorandum fest: „Strafgesetze gegen Beleidigung und Diffamierung werden häufig als nötige Abwehr gegen angeblichen Missbrauch der Meinungsfreiheit gerechtfertigt. Sie sind aber mit OSZE-Normen nicht konform und deren Anwendung bildet einen Verstoß gegen das Recht auf freie Meinungsäußerung.“
2004 erschien eine Studie des Büros des OSZE-Beauftragten, die detaillierter in einzelnen straf- und zivilrechtlichen Bestimmungen auflistete, die dieser für reformbedürftig hält.

### Europarat
In ähnlicher Weise setzt sich auch der Europarat für eine Entkriminalisierung der strafrechtlichen Verfolgung von Ehrdelikten ein. Der Lenkungsausschuss Medien und neue Kommunikationsdienste (CDMC) hat Untersuchungen zur Anpassung der Verleumdungsgesetze an die Rechtsprechung des Europäischen Gerichtshofs für Menschenrechte unter Berücksichtigung der Frage der Entkriminalisierung der Verleumdung durchgeführt.
Am 25. Juni 2007 hat das Komitee für Recht und Menschenrechte der Parlamentarischen Versammlung einen Resolutionsvorschlag Entkriminalisierung der Beleidigung eingebracht. Am 4. Oktober 2007 wurde die Empfehlung 1814 (2007) über Entkriminalisierung der Beleidigung in der Parlamentarischen Versammlung verabschiedet.